# Transformatorhuisje (Nieuwe Niedorp)
Het transformatorhuisje aan de Dorpsstraat 73 is een gemeentelijk monument in gemeente Hollands Kroon, gelegen te Nieuwe Niedorp. In het huisje staat een transformator die elektrische hoogspanning omzet in laagspanning.

## Geschiedenis
Het transformatorhuisje is ontworpen door architect Johannes Bernardus van Loghem en gebouwd in 1935. Sinds de bouw is het exterieur ongewijzigd gebleven.
Onder andere om die reden is het gebouw op 5 april 2022 ingeschreven in het monumentregister van gemeente Hollands Kroon, onder nummer 1207.

## Exterieur
Het transformatorhuisje staat op een rechthoekig grondplan. Het zadeldak is bedekt met rode OVH-dakpannen. In de voorgevel zitten twee siertegeltjes. Op de tegel aan de linkerzijde van de ingang staat een kraaiende haan bij zonsopkomst afgebeeld. De tegel aan de rechterzijde heeft een afbeelding van een hond op de vloer. De gevel is opgetrokken uit bruine bakstenen, gevoegd in Noors verband. Aan de achterzijde zitten boven in de gevel twee lichtstroken, met enkel dorpel.

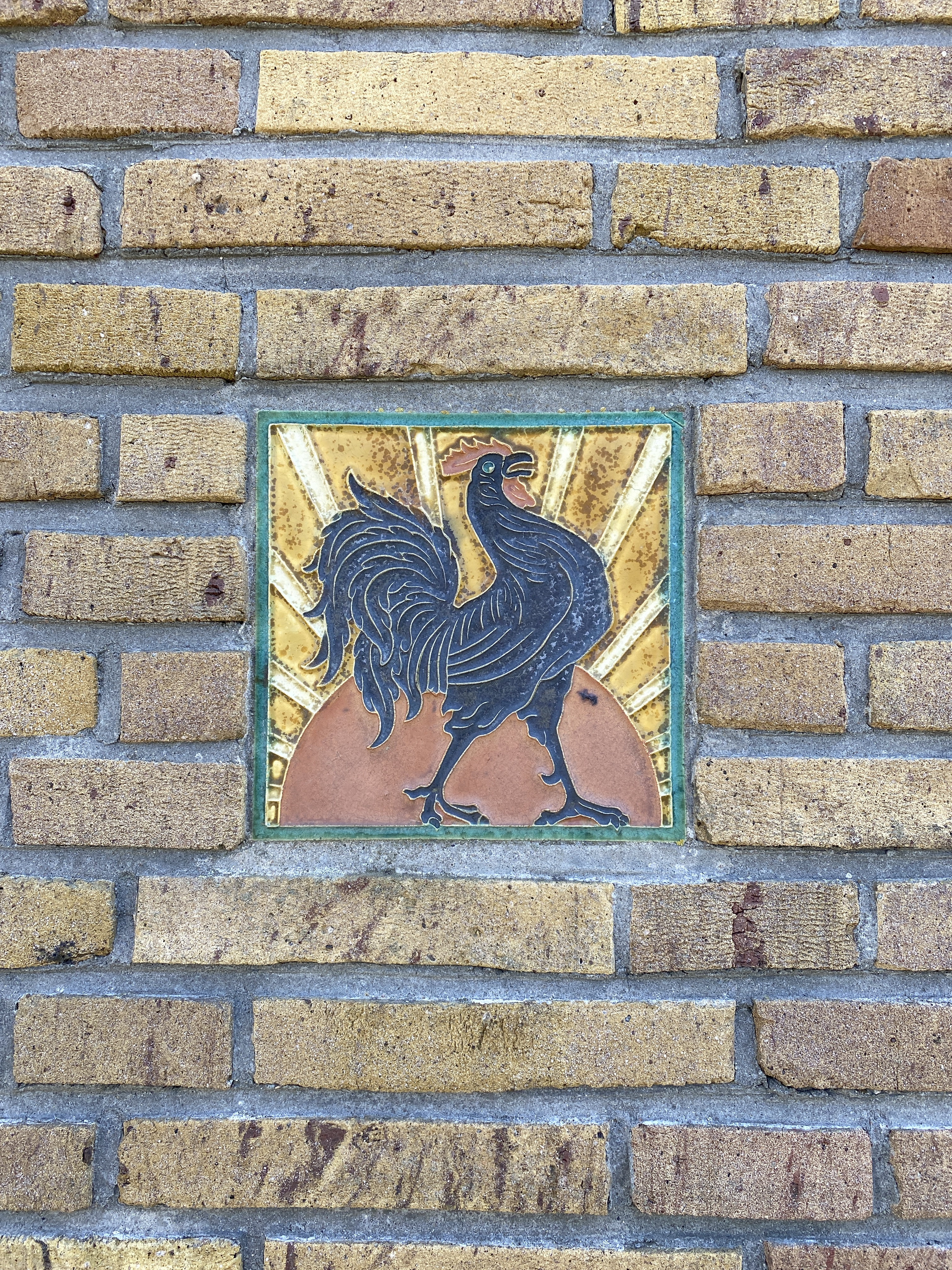
Siertegeltje met de haan, links van de toegangsdeur.
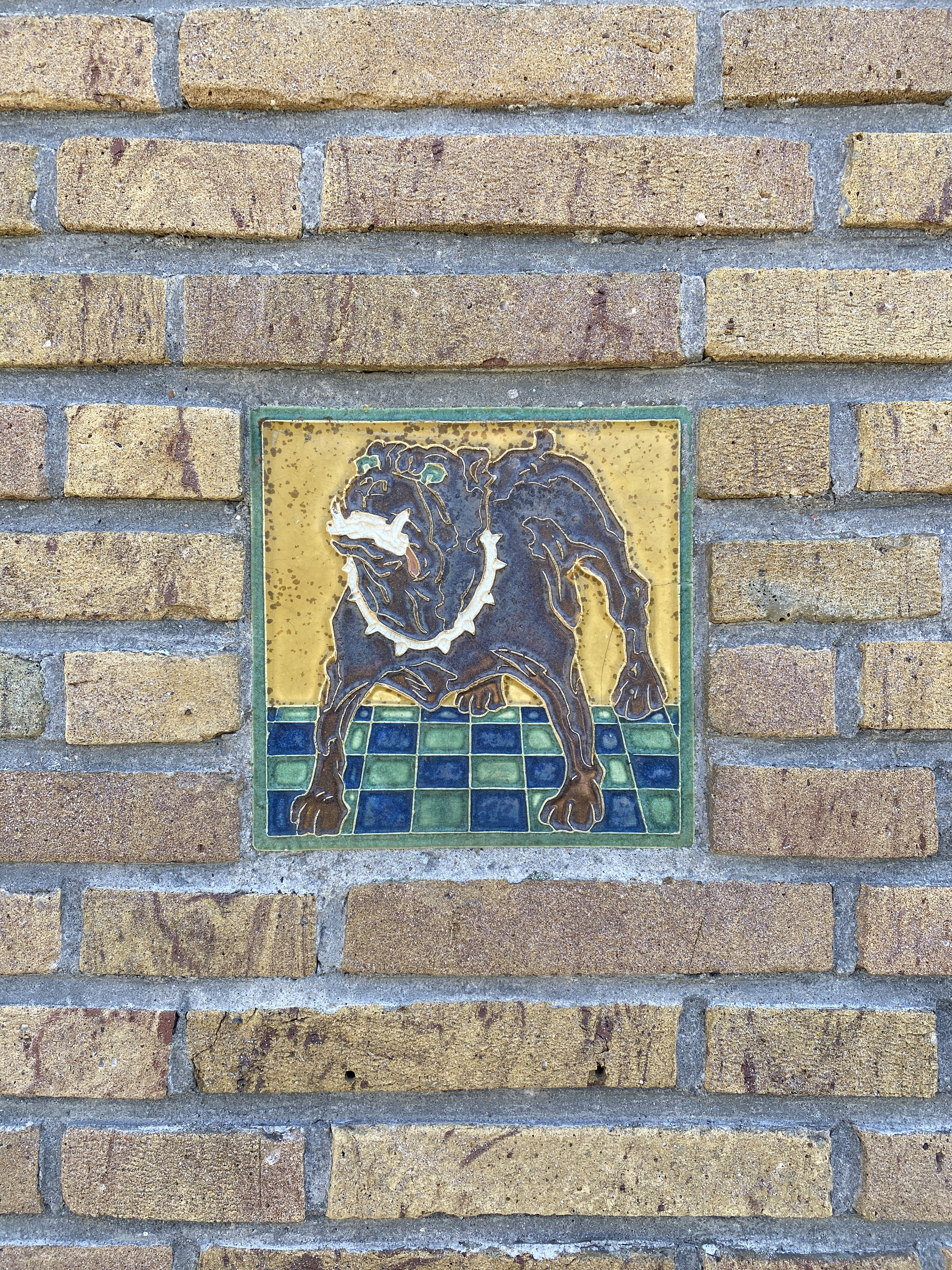
Siertegeltje met de buldog, rechts van de toegangsdeur.